# Auchan
Pour l’article ayant un titre homophone, voir Aux champs.
Auchan est une multinationale française de grande distribution, fondée par Gérard Mulliez le 6 juillet 1961 et gérée par l'Association familiale Mulliez.
En 2022, Auchan est la 16e plus grande enseigne de grande distribution au monde quant au chiffre d'affaires et la 2e en France après Carrefour. Le plus grand nombre de succursales en 2021 se trouve en France (446), en Espagne (315), en Russie (230) et en Pologne (127).
Son siège se trouve à Croix près de Roubaix.
En 2024, le groupe annonce compter 2 354 magasins dans treize pays.

## Histoire

### 1961-1969: les débuts
Inspiré par les fondateurs des magasins Carrefour et Leclerc,, Gérard Mulliez ouvre, le 6 juillet 1961, le premier magasin Auchan dans une usine désaffectée de l'entreprise de prêt-à-porter Phildar, fondée par son père. D'une superficie de 600 m2, ce magasin était situé dans le quartier des Hauts-Champs, à Roubaix (Nord) à qui l'enseigne doit son nom. À l'origine, le magasin devait s'appeler « Ochan », mais la consonance japonaise fait changer le nom pour « Auchan »,, le choix de la lettre « A » initiale étant préféré, afin d'apparaître en première place dans les annuaires et répertoires. Dans ce magasin, le concept de « tout sous le même toit » est lancé[source insuffisante]. Ce magasin a dû être abandonné dans les années 1980, car il faisait de la concurrence à celui qui avait été construit à Leers et fut racheté par le groupe Intermarché. Le bâtiment fut rasé pour laisser place à un magasin plus moderne en 2003.
Le 20 août 1967, Auchan inaugure son premier hypermarché à Roncq, toujours dans le département du Nord dans une surface commerciale de 3 500 m2 à l'origine. Le jour de l'ouverture, le ministre Maurice Schumann remet le permis de construire à Philippe Duprez, patron de l'hypermarché. Selon Gérard Mulliez, Roncq servit de modèle pour les autres hypermarchés de France dans l'élargissement aux produits non-alimentaires. Le troisième hypermarché était prévu avenue de Dunkerque à Lomme, cependant, le maire de la ville Arthur Notebart y refuse son implantation. Le 27 mars 1969, le centre Englos-les-Géants, à Englos dans la métropole de Lille, ouvre. Avec une galerie marchande et autour de vastes terrains pour accueillir d'autres enseignes, le magasin compte parmi les précurseurs, dont Cap 3000 (Nouvelles Galeries) et Parly 2 (SCC) tous ouverts la même année, dans le domaine des centres commerciaux et des parcs commerciaux.

### 1969-1981: l'ouverture en France

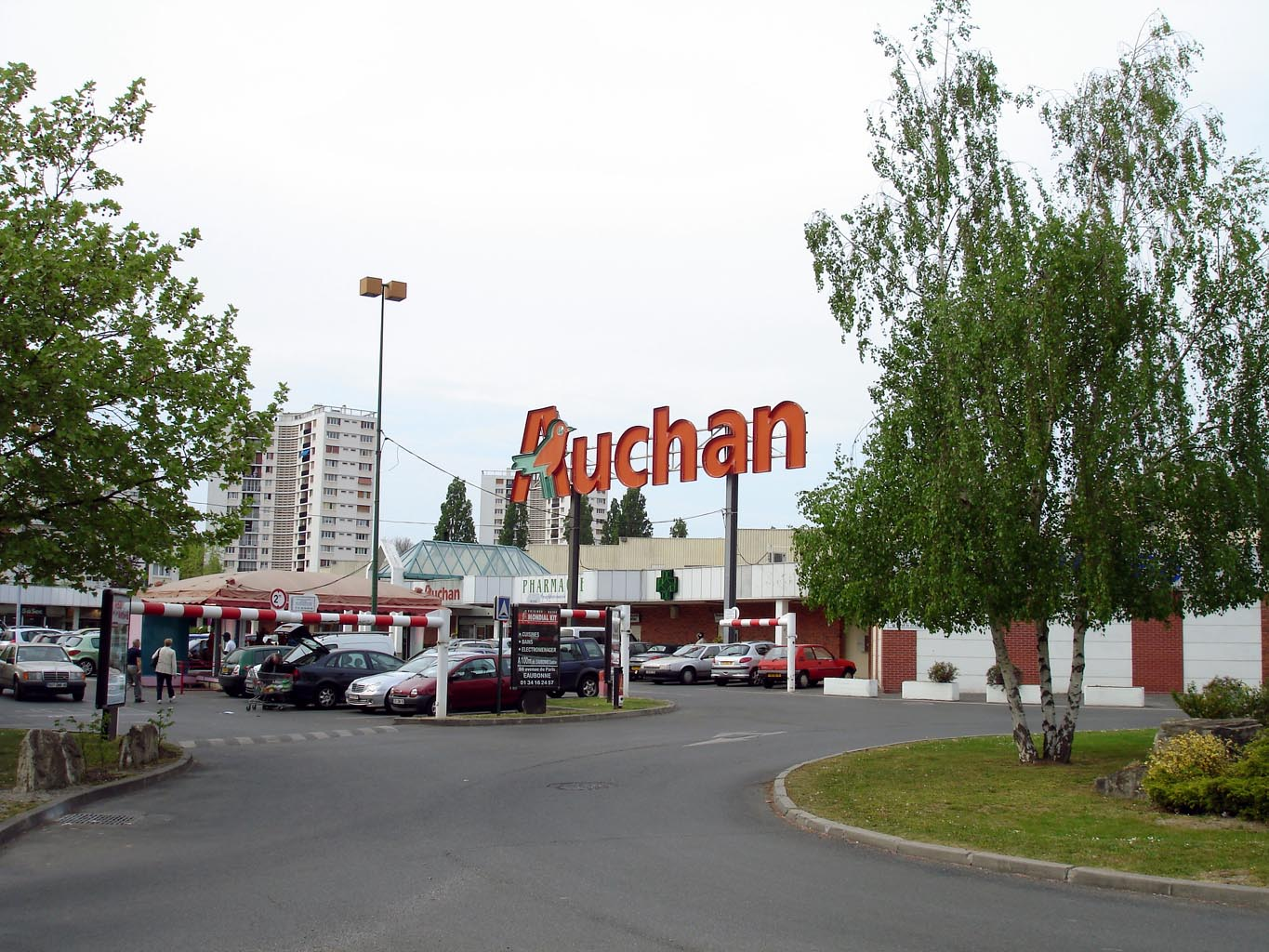
Auchan à Soisy-sous-Montmorency

Après Englos-les-Géants, puis Leers (Nord), Auchan s'exporte hors de la communauté urbaine de Lille, tout en restant encore dans la région Nord-Pas-de-Calais. De nouveaux magasins s'ouvrent à Valenciennes (Nord), Noyelles-Godault en 1973 (Pas-de-Calais) et Saint-Martin-Boulogne (Pas-de-Calais). Un magasin ouvre également en 1985 à Béthune dans l'ancienne gare de marchandises fermée en 1963. Par la suite, Auchan se développe hors du Nord-Pas-de-Calais pour s'implanter à Fontenay-sous-Bois (Val-de-Marne) puis à Avignon (Vaucluse), tout en continuant à se développer dans sa région d'origine, comme avec le centre commercial V2 de Villeneuve-d'Ascq (Nord) en 1977.
En 1976, Immochan, filiale immobilière du groupe, est créée. Elle doit assurer la maîtrise foncière de l'environnement commercial des hypermarchés.

### Depuis 1981: l'internationalisation

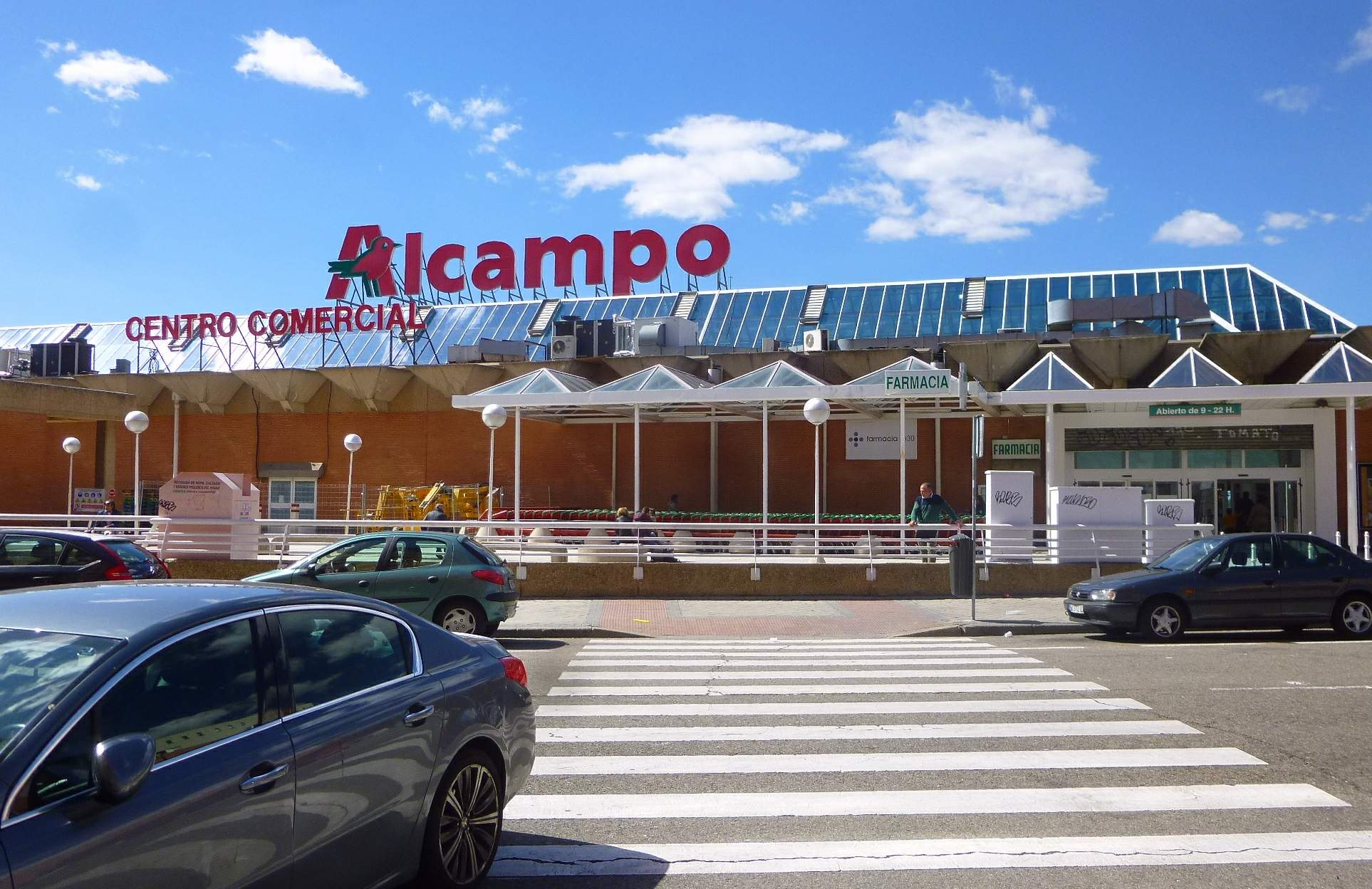
Alcampo à Madrid, Espagne.

En 1981, Auchan crée la filiale Alcampo, en Espagne (« al campo » étant la traduction littérale espagnole de « au champ »). En 1983, Auchan crée la Banque Accord, filiale bancaire du groupe. En 1988, Auchan ouvre son hypermarché à Houston au Texas (États-Unis). En 1989, Auchan ouvre son premier hypermarché en Italie, à Turin.

#### Années 1990
En 1996, Auchan acquiert le groupe Docks de France, présent en France avec les enseignes Mammouth, Suma et Atac, en Espagne avec l'enseigne Sabeco, au Portugal avec Pão de Açúcar sous l'enseigne Jumbo. Jusqu'à cette date, Auchan disposait de la moyenne de superficie de magasins la plus élevée de France, mais avec l'achat en 1996 de Docks de France cette moyenne a fortement baissé. La même année, Auchan ouvre des hypermarchés au Luxembourg et en Pologne. En 1997, Auchan monte un partenariat avec le groupe italien La Rinascente.
En 1999, Auchan ouvre le premier Les Halles d'Auchan, hypermarché mi-hard-discount et mi-Cash and Carry, à Chelles, suivi d'un second en 2004 à Meaux. La même année, Auchan s'implante en Chine.

#### Années 2000
Auchan se lance dans le commerce en ligne dès 2000 avec le lancement du premier Auchan Drive. Cette activité est suivie dès 2001 de la création du cybermarché qui propose la livraison de courses à domicile en région parisienne, Lille, Lyon, Toulouse et Marseille. En 2001, Auchan acquiert les hypermarchés taïwanais de RT Mart. Toujours en 2001, Auchan s'allie au Groupe ONA au Maroc sous l'enseigne Marjane. Auchan ouvre les premiers supermarchés en Pologne, et rachète les magasins Billa, qui prendront le nom d'une nouvelle enseigne : Elea. La Banque Accord s'implante en Pologne et en Espagne. Enfin, le site Auchandirect est créé.
En 2002, Auchan ouvre l'enseigne Acima au Maroc avec l'Omnium nord-africain — ONA —.
En 2004, le groupe Auchan est réorganisé en quatre divisions : hypermarchés, supermarchés, Banque Accord et Immochan. La même année, en Italie, Auchan rachète au Groupe Ifil la totalité des activités alimentaires de La Rinascente. Toujours en 2004, la Banque Accord rachète la branche française d'Egg Banking, qui prend le nom de Oney.
En 2005, Auchan acquiert le site de distribution de produits de pointe GrosBill. Créée en 1998, cette enseigne a également lancé des magasins de distribution physique. Toujours en 2005, Auchan crée les enseignes de supermarchés Atak en Russie et A-tak en Pologne. Il ouvre la filiale russe de Banque Accord, BA Finans.
En 2005, le lancement de l'enseigne « Simply Market » avec l'ouverture d'un premier supermarché à Bagneux (8 décembre). La même année, le premier hypermarché Auchan est ouvert en Roumanie.
En 2007, Auchan monte un partenariat avec le distributeur ukrainien Furshet. Il revend également la participation de 49 % dans l'enseigne Acima au Maroc à son partenaire l'ONA.
En 2009, commence la transformation de l'ensemble des magasins Atac en Simply Market (sauf 82 magasins restant sous l'enseigne Atac et dépendants du groupe Schiever).

#### Années 2010
En 2010, le Groupe Auchan crée une division spécialisée dans le commerce électronique. Cette division constitue le cinquième métier du groupe.
En 2012, Auchan acquiert les activités de Real, filiale du groupe Metro, en Europe de l'Est pour 1,1 milliard d'€. Le rachat porte sur 91 hypermarchés en Roumanie, Pologne, Ukraine et Russie, et 13 galeries commerciales en Roumanie et en Russie.
Le 11 septembre 2014 Auchan et Système U annoncent un « accord de coopération à l'achat ». L'objectif est de renforcer les deux groupes dans un contexte de guerre des prix nuisible à la grande distribution. En octobre, Auchan continue son accord de coopération en s'alliant à Metro AG pour « négocier conjointement avec les fournisseurs internationaux ». En février 2015, les deux entreprises discutent pour approfondir fortement leurs accords dans le but de faire passer les Hyper U sous la marque Auchan et les Simply Market sous la marque Super U. En juillet 2016, les deux entreprises annoncent que cet échange de magasins est remis en question.
En 2015, le groupe se réorganise et prend le nom d'Auchan Holding, composé de trois entreprises autonomes qui sont Auchan Retail, Ceetrus et Oney. En 2015 également, Auchan se dote d'une place du marché Mirakl.
En 2016, le premier hypermarché Auchan a été inauguré à Douchanbé, au Tadjikistan.
En mars 2017, Auchan annonce un plan d'investissement d’un milliard d'euros ayant pour but principal un renommage de ses 256 supermarchés Simply Market en Auchan Supermarché et des magasins de proximité A2Pas en MyAuchan.
En juillet 2017, Auchan Retail Chine ouvre son premier Auchan Box à Shanghai : il s'agit d'un magasin de proximité de 13 m2 qui fonctionne sans personnel, l'identification et le paiement s'effectuant uniquement via le smartphone,.
Auchan ambitionne de lancer en 2019, son premier magasin sans caisse ni employé : Auchan Minute. L'ouverture du premier Auchan Minute se fera à Villeneuve-d'Ascq, dans les Hauts de France.
En avril 2019, le groupe informe qu’il va céder 21 sites en France. Le 14 mai 2019, il annonce également qu'il va se retirer d'Italie et va céder la quasi-totalité de sa filiale Auchan Retail Italia qui détient environ 1600 magasins, au groupe transalpin coopératif de distribution Conad. Elle cède également ses 33 supermarchés non franchisés de Sicile au groupe Arena. Auchan annonce se retirer aussi du Vietnam. Ce retrait des territoires italien et vietnamien s'explique par les difficultés liées aux pratiques de consommation des deux pays, ainsi que par une politique dirigée vers une plus forte rentabilité afin de permettre au groupe de redevenir compétitif.

#### Années 2020
Début 2020, les représentants des salariés d'Auchan sont convoqués pour une réunion qui devrait déboucher sur la proposition d'un plan social. Alors que les syndicats s'attendaient à au moins 1 000 suppressions de postes, la direction en a finalement annoncé « seulement » 517 en France,,. Les postes concernés se situent au siège d'Auchan Retail et au service d'appui de l'organisation commerciale situé dans le Nord,.
Fin août 2020, Auchan annonce un redressement de la holding au premier semestre 2020. La perte nette du groupe descend à 77 millions d'euros contre 1,5 milliard un an plus tôt, tandis que le résultat net pour ce semestre est positif à 106 millions d'euros. Par ailleurs, le résultat d'exploitation courant a progressé de 26,6 % à 461 millions d'euros.
En septembre 2020, Auchan confirme la suppression nette de 1 088 emplois (1 475 postes seraient supprimés et 377 postes seraient créés),. La direction indique vouloir « adapter son organisation aux nouvelles attentes des consommateurs et des citoyens ». Parmi les postes visés, l'atelier de découpe de viande de Lieusaint, en Seine-et-Marne, qui emploie 57 personnes, devrait être fermé.
En octobre 2020, un peu plus de 20 ans après son arrivée, Auchan quitte la Chine et annonce la cession de sa filiale Sun Art (entreprise de distribution chinoise dont il détenait un peu plus de 36 %) à Alibaba, qui disposait déjà d'une part équivalente à celle d'Auchan. Cette cession concerne plus de 150 000 employés, ainsi que les 484 hypermarchés qui sont cédés pour une valeur estimée à 3 milliards d'euros.
En janvier 2022, Le Figaro révèle que la banque Lazard cherche à obtenir le rapprochement de Carrefour et Auchan. Le nom de code de l'opération associant les deux grands distributeurs est « Merlot ». L'idée serait de faire de Merlot l'un des plus grands distributeurs mondiaux avec une présence dans 17 pays et une puissance énorme en France avec 29 % de parts de marché.
En juin 2022, la direction d'Auchan annonce son arrivée imminente en Côte d'Ivoire avec l'implantation de cinq supermarchés sur le territoire ivoirien,. En août 2022, Auchan annonce l'acquisition de 235 supermarché DIA en Espagne, Auchan ayant 540 magasins en Espagne après cette opération.
Après l'invasion de l'Ukraine par la Russie de 2022, l'Association familiale Mulliez, bien implantée en Russie grâce notamment à ses magasins Auchan (nommés localement Ашан) est accusée de soutien au pouvoir russe et de contribution directe à l’effort de guerre russe, en dépit de la position officielle de la France et de l'opinion publique, majoritairement favorable à l'Ukraine (voir section « Controverses » ci-dessous).
En 2023, Auchan est sur le point de devenir le leader de la grande distribution en Côte d'Ivoire, alors qu'il est déjà numéro un au Sénégal.
En août 2023, Auchan annonce le rachat de la totalité des activités du groupe Dia au Portugal, qui comprennent 489 magasins des enseignes Minipreço et Mais Perto,.
En janvier 2024, 190 magasins Casino passent sous la marque Intermarché et 98 sous la marque Auchan.
Début février 2024, Guillaume Darrasse, qui fut le directeur général délégué de Système U et celui du réseau d'enseignes de Teract (Gamm Vert, Jardiland, Boulangerie Louise…), est nommé président d'Auchan France. Le poste semblait pourtant avoir été promis à l'ancien patron de Système U Serge Papin (de 2005 à 2018), administrateur d'Auchan Retail International depuis décembre 2022,.
Pour la première fois dans l'histoire de l'enseigne, les syndicats — la CFTC, FO, la CGT et la CFDT — ont appelé à un débrayage le 29 mars 2024. Selon eux, il y a eu 3 000 à 5 000 grévistes (sur 59 000 salariés) dans plus de 150 magasins Auchan de France. Ils s'offusquent de la faiblesse des hausses de salaires, alors que l’inflation a rogné leur pouvoir d’achat et que les compléments de rémunération sont au plus bas. Lors des négociations annuelles obligatoires, début 2024, la demande d'augmentation de 5 % n'a pas été accordée par la direction, qui en proposait 1,5 %.
L’entreprise envisage de réduire la surface de vente de plusieurs de ses hypermarchés après une perte nette de près d'un milliard d'euro sur le premier semestre 2024. Le 5 novembre 2024, le groupe annonce dans un communiqué la suppression de près de 2 400 emplois et fermer près de 10 magasins dans une politique de restructuration du groupe, en perte de vitesse depuis de nombreuses années (part de marché passant de 11 % à 8,5 % en dix ans). Le Monde indique que le groupe est « régulièrement cité comme le plus mal en point de la grande distribution alimentaire ».
En novembre 2024 le groupe Auchan fait l'objet d'une cyberattaque concernant les clients affiliés au compte de fidélité. Selon l'enseigne, cela concerne les données personnelles de plus de 500 000 clients.
Et 2025, Les Echos affirme qu'Auchan « poursuit sa cure de rigueur », fermant en Espagne 25 établissements et supprimant 700 postes. Mais le groupe affirme qu'il s'agissait d'établissements mal positionnés ou trop grands, acquis en 2023 lors du rachat d'un « lot de 224 supermarchés ».

## Implantation

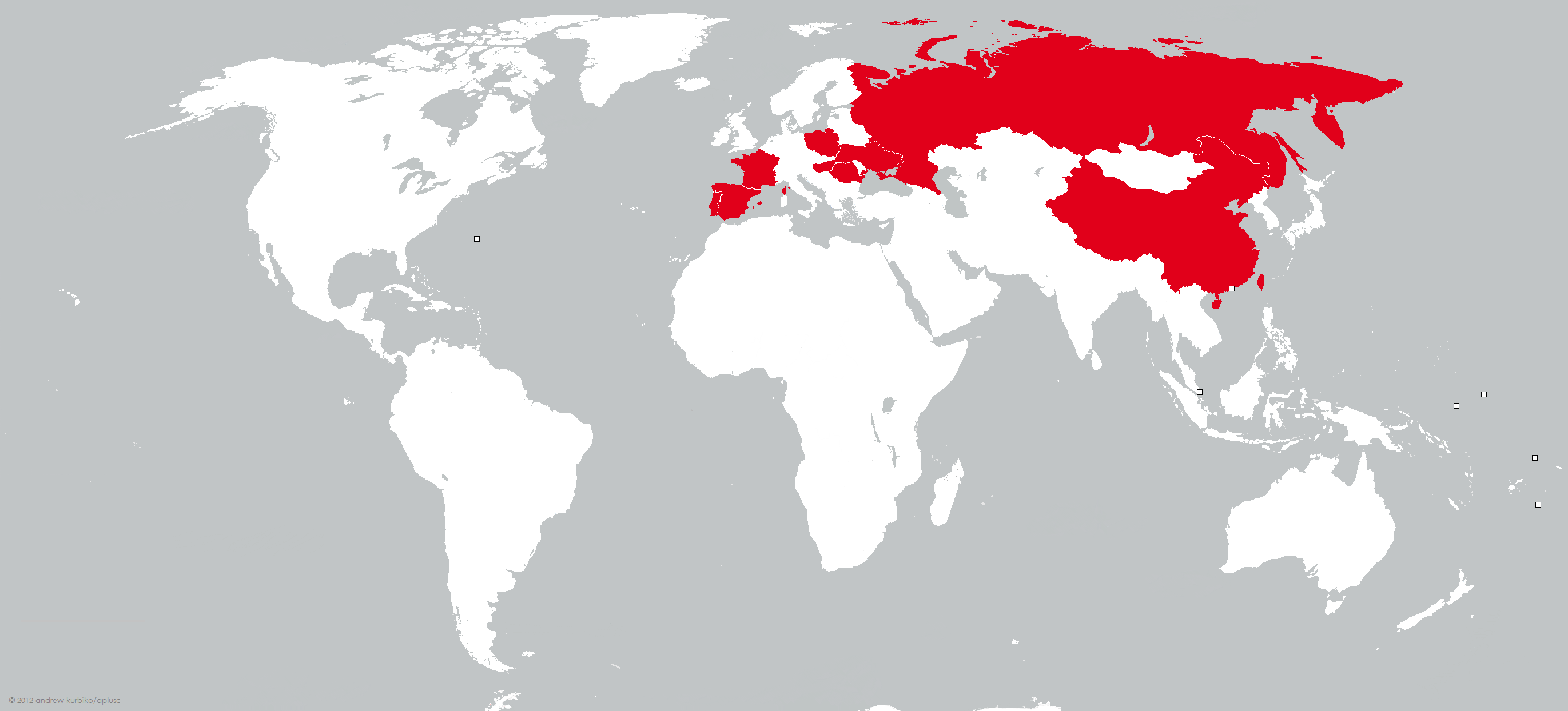
Auchan dans le monde

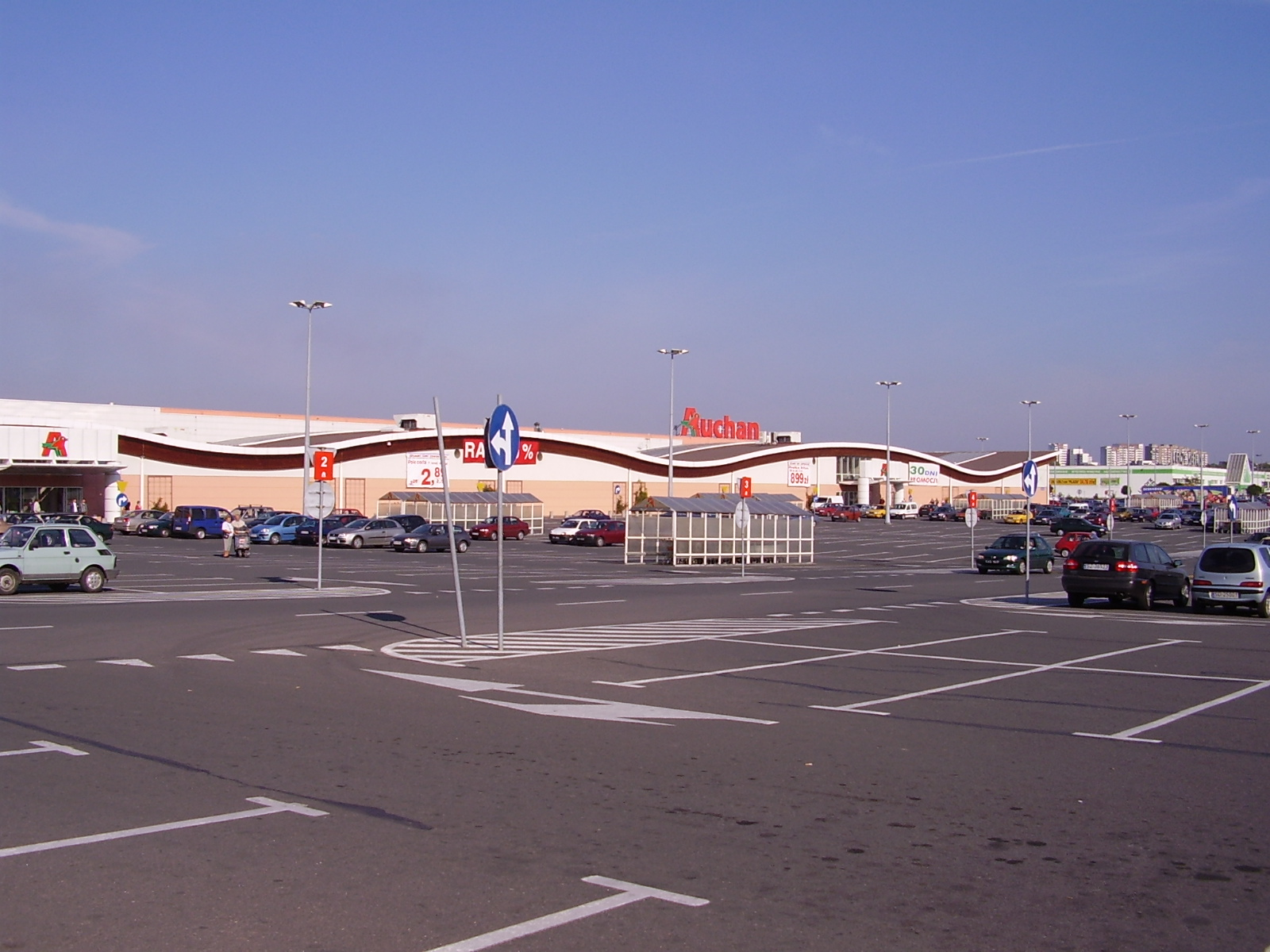
Auchan à Sosnowiec, Pologne.

Auchan Holding, via sa filiale Auchan Retail, est l'un des principaux groupes de distribution dans le monde. En 2024, le groupe annonce compter 2 354 magasins dans 12 pays.
En 2023, l'enseigne annonce compter  :

### Europe

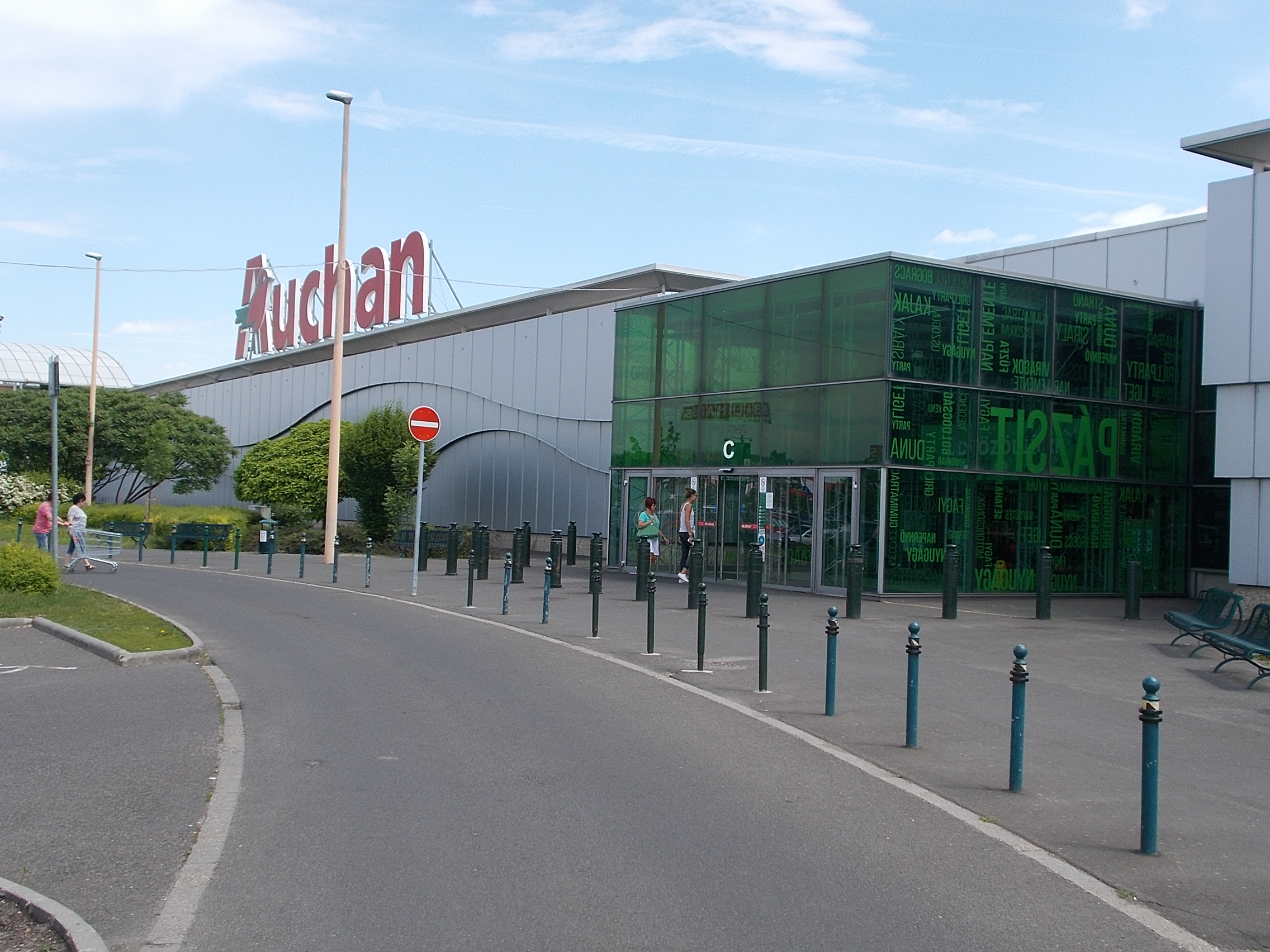
Auchan à Dunakeszi, Hongrie.

- France : 687 magasins sous enseigne, dont 136 hypermarchés, 274 supermarchés, 36 supermarchés de proximité MyAuchan
- Espagne : Alcampo : 185 magasins : 76 hypermarchés et 52 supermarchés et 57 magasins de proximité.
- Hongrie : 24 magasins sous enseigne dont 19 hypermarchés, 5 supermarchés et 1 magasin de proximité
- Luxembourg : 7 magasins sous enseigne, dont 3 hypermarchés
- Pologne : 102 magasins sous enseigne dont 70 hypermarchés, 27 supermarchés et 5 magasins de proximité
- Portugal : 105 magasins sous enseigne : 31 hypermarchés, 4 supermarchés et 35 magasins de proximité.
- Roumanie : 440 magasins sous enseigne dont 33 hypermarchés, 7 supermarchés et 398 magasins de proximité
- Russie : Ашан : 230 magasins sous enseigne, dont 94 hypermarchés et 136 supermarché
- Ukraine : 43 magasins : 21 hypermarchés, 4 supermarchés et 18 magasins de proximité. Le distributeur y compte 3300 salariés[81].

### Asie
- Tadjikistan : Ашан : 1 hypermarché.

### Afrique
- Sénégal : 38 magasins sous enseigne dont 1 hypermarché, 20 supermarchés et 16 magasins de proximité.
- Côte d'Ivoire : 15 magasins sous enseigne : supermarchés et magasins de proximité.

## Organisation

### Eurauchan
Le groupe Auchan est organisé autour d’une centrale d'achat, exploitée par la société Eurauchan. Cette centrale est fondée en 1996 sur les restes de la plus ancienne centrale d'achat française, Paridoc, à la suite du rachat de Dock de France par le groupe Auchan.

### Division e-commerce
La division e-commerce du groupe Auchan est née en mars 2010. Elle apparaît comme le 5e métier du groupe, en complément des hypermarchés, des supermarchés, de l'immobilier commercial (Immochan) et de la banque (Accord).
Cette division gère :
- Le site de vente en ligne Auchan.fr sur lequel l'internaute peut également trouver les informations commerciales des hypermarchés français ;
- Le site Auchan:Direct qui est le cybermarché français du groupe ;

Selon Médiamétrie, en 2005, Auchan:Direct est le deuxième site de supermarchés en ligne le plus visité en France derrière Telemarket.
- Le site, spécialiste de la HighTech, Grosbill, racheté par le groupe en 2005.

En plus de la nouvelle division e-commerce du groupe Auchan, on trouve Auchan Drive où les clients se font livrer dans leur coffre les courses qu'ils ont commandées via internet. Le site Auchandrive.fr est donc toujours associé à un point de retrait.

### Direction
L'enseigne est fondée et dirigée par Gérard Mulliez en 1961 jusqu'en 2006, suivi de Vianney Mulliez de 2006 à 2017, d'Edgard Bonte de 2018 à 2021, et d'Yves Claude de 2021 à 2024,. Guillaume Darrasse, d’abord directeur général délégué, devient directeur général en août 2024.
Le 5 mai 2025 Fabien Derville prend la présidence du conseil d'administration d'Auchan Retail en remplacement d'Yves Claude

### Associés
Le groupe Auchan a pour actionnaire principal l'Association familiale Mulliez (AFM), fondée et dirigée par la famille Mulliez.
Le deuxième actionnaire du groupe est Gérard Mulliez à titre personnel, le solde (13,5 %) étant détenu par les salariés de l'enseigne. En effet, après la mise en place de la participation en 1968, et d'une prime de progrès en 1972, Gérard Mulliez choisit d'ouvrir le capital d'Auchan à ses employés en 1977. Cette opération, Valauchan, rencontre un grand succès avec 97,2 % du personnel détenant des parts. La part, valorisée à 12,33 francs français en 1977 (ou l'équivalent d'1,88 euro), vaut 322 euros au 12 avril 2008. Auchan compte en 2007 52 000 salariés-actionnaires, soit 98 % des employés. À la suite de la réorganisation du groupe, le fonds Valauchan disparaît au profit du nouveau fonds ValFrance, qui regroupe les actionnaires d'Auchan Retail France, Immochan et Oney-banque Accord.
Le groupe n'étant pas coté en bourse, la vente ou l'échange d'actions n'est possible qu'entre ces trois parties. Cette stratégie, voulue par Gérard Mulliez, a préservé le groupe de toute tentative de rachat. Sa structure de gouvernance organisée sous forme de société à conseil de surveillance et directoire jusqu'à mi-2010 est désormais sous la forme de société à conseil d'administration et comité exécutif.

## Activité

### Emploi
Auchan Retail emploie 179 590 salariés à travers le monde, selon les chiffres du groupe au 31/12/2020. Parmi les 50 100 employés en France, 12 500 le sont dans les départements du Nord et du Pas-de-Calais. C'est le premier employeur privé de ces deux départements. Le groupe Auchan a annoncé le mardi 5 novembre 2024 un plan social massif impliquant la suppression de 2 389 postes au niveau national ce qui représente 5 % de ses 54 000 collaborateurs.

### Chiffre d'affaires
Le chiffre d'affaires (CA) du groupe en 2018 est de 50,3 milliards d'euros, dont plus de deux tiers réalisés à l'étranger.
En 2008, en France, le chiffre d'affaires moyen des hypermarchés Auchan atteint 142,2 millions d'euros, soit une augmentation de 1,2 %. Dans ces hypermarchés, 39 % ont un CA de plus de 150 millions d'euros et 69 % dépassent les cent millions d'euros.
Dans la région historique d'Auchan, le Nord-Pas-de-Calais, la part du chiffre d'affaires est de 19,8 % et en ajoutant la région voisine picarde, le pourcentage arrive à 25,2 % du chiffre d'affaires. Dans cette région, six hypermarchés réalisent un chiffre d'affaires supérieur à 200 millions d'euros. En cinq ans, le plus gros Auchan en France en termes de CA (Vélizy 2) a perdu 11 % de son chiffre d'affaires, soit l'équivalent de 39 millions d'euros.
En 2009, l'entreprise Auchan réalise un bénéfice net en baisse de 9,1 % à 661 millions d'euros et un chiffre d'affaires en légère progression de 0,4 % à 41,9 milliards d'euros. En Europe de l'Ouest, hors de la France, les ventes hors taxes ont baissé de 1,5 % à 11,45 milliards d'euros et ont en revanche progressé de 12,9 % à 9,37 milliards d'euros en Europe centrale, en Europe de l'Est et en Asie. En France, les ventes TTC ont baissé de 3,4 % à 16 milliards d'euros.
Le directeur général de la branche Retail du groupe, Wilhelm Hubner, a annoncé le 14 mars 2010 une activité en hausse de 1,5 %, à 53 milliards d'euros et un résultat opérationnel en progression de 7,5 % ; cependant, l'entreprise a dévoilé parallèlement une baisse globale du chiffre d'affaires de 2,7 % en France et de 4,1 % en Europe occidentale.
En 2018, Auchan annonce une perte nette de 1,145 milliard d'euros liée à des dépréciations d'actifs notamment en France, en Italie et en Russie. Le résultat opérationnel courant (ROC) est réduit de moitié (baisse de 54,7%) à 397 millions d'euros.
Auchan a perçu 500 millions d’euros de crédit d’impôt compétitivité emploi (CICE).
En 2019, alors que le groupe annonce une perte de 1,145 milliard d'euros pour l’année 2018, il décide d’un plan de redressement et annonce qu’il va notamment fermer 23 magasins en Italie.
Les données comptables des principales entités du groupe sont les suivantes, mises à jour au 10 février 2020 :
| Société                     | Siren     | Chiffre d'affaires | Résultat | Effectif | Année |
| --------------------------- | --------- | ------------------ | -------- | -------- | ----- |
| Auchan Hypermarché          | 410409460 | 12 544 M€          | - 84 M€  | 50 574   | 2018  |
| Auchan Supermarché          | 410409015 | 3 172 M€           | - 165 M€ | 10 270   | 2018  |
| Auchan Carburant            | 379548001 | 1 367 M€           | + 5 M€   | 2        | 2017  |
| Auchan Retail Agro          | 312668692 | 900 M€             | + 0,4 M€ | 72       | 2018  |
| My Auchan                   | 444410773 | 65 M€              | - 10 M€  | 140      | 2017  |
| Auchan Retail International | 410408959 | 65 M€              | - 1 M€   | 495      | 2018  |

En 2023, Auchan termine l'année dans le rouge en enregistrant une perte nette de 379 millions d'euros, contre un bénéfice de 33 millions d'euros un an plus tôt, son chiffre d'affaires quant à lui a aussi diminué de 1,7 % à 32,9 milliards d'euros. En 2023, le chiffre d'affaires de la société en Russie s'élève à 2,3 milliards d'euros[source secondaire nécessaire].
Le groupe Elo affiche une perte nette de près d’un milliard d’euros sur le premier semestre 2024.

### Actionnariat
En 2012, le groupe achète une participation de 10 % dans Magasin Général en Tunisie.

## Anciennes activités du groupe

### Anciennes implantations
- Mexique : Arrivée en 2001, tous les magasins sont fermés en 2003[103]
- Italie : Tous les magasins sont vendus en 2019 au groupe Conad[104]
- Viêt Nam : Fermeture de tous les magasins en 2019[105]
- Chine : Vente de ses parts dans SunArt au groupe Alibaba en 2020[24]
- Maroc : Vente de ses parts dans ONU et ses magasins aux Marjane Holding (de Acima au Marjane Market)

### Anciens actionnariats
- Taïwan : Vente de ses parts dans les supermarchés RT Mart en 2021[106]

### Anciens associés
Le groupe Schiever est devenu partenaire d'Auchan lors du rachat de ce premier en 1997. Le partenariat sera rompu en 2025, un nouveau partenariat a été conclu avec la Coopérative U. Les hypermarchés Auchan gérés par Schiever deviendront des Hyper U.

## Identité visuelle
L'oiseau sur le A du logo d'Auchan est un rouge-gorge, censé rappeler le côté sympathique et proche de l'homme. Il est adopté en 1983. Il est l'œuvre du créateur d'identités de marque Michel Disle, fondateur de l'agence Carré Noir.
Le 27 mai 2015, Auchan présente un nouveau logo légèrement redessiné.

Ancien logo d'Auchan du 6 juillet 1961 à 1983[111].
Ancien logo d'Auchan de 1983 au 27 mai 2015.
Logo actuel d'Auchan depuis le 27 mai 2015.
Logo d'Auchan depuis 2018.

Ancien logo de Simply Market du 8 décembre 2005 au 18 avril 2012.
Ancien logo de Simply Market du 18 avril 2012 au 25 janvier 2017.
Logo actuel d'Auchan Supermarché depuis le 25 janvier 2017.

### Slogans
- De 1987 à 1988 : « La vie austère / la vie Auchan »
- De 1988 au 3 novembre 1993 : « La vie Auchan, vous avez le choix. »
- Du 3 novembre 1993 au 22 mai 1997 : « La vie Auchan, tout pour la vie. »
- Du 22 mai 1997 au 30 septembre 1999 : « La vie Auchan, elle a quelque chose en plus… »
- Du 30 septembre 1999 au 1er septembre 2000 : « Changeons la vie pour l'an 2000 »
- Du 1er septembre 2000 au 20 décembre 2006 : « La vie, la vraie. »
- Du 20 décembre 2006 au 13 avril 2009 : « La vie Auchan, elle change la vie. »
- Du 13 avril 2009 au 27 mai 2015 : « Vivons mieux. Vivons moins cher. »
- Du 27 mai 2015 au 29 janvier 2018 : « Et vous la vie vous l'aimez comment ? / #LaVieQueJ'Aime »
- Du 29 janvier 2018 au 5 juillet 2021 : « Et la vie change »
- Du 5 juillet 2021 au 1er janvier 2025 : « Avec plaisir. »
- Depuis le 2 janvier 2025 : « Le choix, le bon. »

## Activité de lobbying

### Auprès des institutions de l'Union européenne
Auchan est inscrit depuis 2015 au registre de transparence des représentants d'intérêts auprès de la Commission européenne. Il déclare en 2017 pour cette activité des dépenses annuelles d'un montant compris entre 50 000 et 100 000 euros.

### En France
Pour l'année 2017, Auchan déclare à la Haute Autorité pour la transparence de la vie publique exercer des activités de lobbying en France pour un montant qui n'excède pas 200 000 euros.

## Controverses
- En avril 2014, un an après la catastrophe du Rana plaza au Bangladesh, l'avocat William Bourdon porte plainte contre Auchan pour pratiques commerciales trompeuses, au nom de plusieurs associations ou collectifs, comme Sherpa, peuples Solidaires, Éthique sur l'étiquette[114]. Après un premier classement sans suite, cette plainte a débouché sur un non-lieu en mai 2022[115].
- En août 2017, Auchan retire de la vente des sacs de courses portant la mention « Hourra ! J'ai la carte de crédit de mon mec ! » face aux réactions de certains consommateurs sur les réseaux sociaux, qui les jugent sexistes[116].

### Activités en Russie
En mars 2020, le journal Les Échos fait état de suspicions fortes de corruption au sein de la filiale russe d’Auchan ayant conduit à d’importantes réorganisations managériales. Le coût de ces faits de corruption s'élèverait « entre 80 et 100 millions d'euros, soit de 2 à 3 % du chiffre d'affaires réalisé en Russie » selon Alexeï Jarkov, un avocat mandaté par Auchan pour enquêter sur ces soupçons.
Lors de l'invasion de l'Ukraine par la Russie de 2022, et contrairement à la grande majorité des enseignes occidentales ayant choisi de se retirer temporairement ou définitivement du marché russe, la filiale russe d'Auchan confirme que l'entreprise française ainsi que l'ensemble des entreprises du groupe Mulliez poursuivent leurs activités en Russie.
Le 17 février 2023, selon des documents obtenus par l’ONG Bellingcat, et les médias The Insider et Le Monde, Auchan, tout comme Leroy Merlin, est accusé de contribuer à l’effort de guerre russe en Ukraine. En effet, en mars 2022, une collecte qualifiée d'« aide humanitaire », d'une valeur d'au moins 25 000 euros et composée de vivres, d'outils (haches, clous, cartouches de réchauds à gaz), de vêtements pour homme et d'« équipements à usage plus directement militaire » pour les soldats russes (gilets pare-balles, filets de camouflage), est envoyée aux soldats russes qui combattent sur le front en Ukraine. Le Monde note l'absence de produits habituellement destinés à aider des populations civiles (lait infantile, vêtements pour enfants et femmes…). À cela s'ajoutent des collectes de dons organisées directement au sein de certains magasins du groupe, et dont la destination est explicitement mentionnée. Dmytro Kuleba, ministre des Affaires étrangères ukrainien, appelle au boycott d'Auchan dès le début de la guerre, en raison du maintien de l'enseigne de grande distribution en Russie. Il accuse Auchan de s'être « transformé en une arme à part entière de l’agression russe » et ajoute que, pour la direction du groupe, « apparemment, les pertes d’emploi en Russie sont plus importantes que les morts en Ukraine »,,. La direction du groupe Mulliez se dit « très surprise » et récuse ces accusations,,. Pourtant, un article de The Insider du 3 mars 2023 confirme les soupçons qui pèsent sur Auchan en montrant que la destination militaire des produits collectés par Auchan était connue par tous les acteurs de cette collecte, y compris par la hiérarchie interne.

### Pratiques managériales
En août 2016, la presse fait connaître au public l'affaire d'une caissière d'Auchan City Tourcoing licenciée pour un préjudice de 0,85 €. Le syndicat CGT organise une manifestation pour protester contre ce licenciement. Après des échanges avec l'hôtesse de caisse et la cliente à l'origine du manque de 0,85 €, la direction d'Auchan réintègre la caissière.
Le 22 novembre 2016, une caissière enceinte de l'Auchan City de Tourcoing se voit refuser l'accès aux toilettes lors de son travail, avant de faire une fausse-couche à son poste. Après une nuit d'hôpital, sans nouvelles de son travail, elle appelle et on lui demande un justificatif et de reprendre le travail le lendemain. Selon la caissière, la direction a puni ses absences à la suite de sa fausse-couche en déduisant une semaine de paie de sa période d'arrêt. Auprès de la presse, la direction nie les faits dont l'accuse l'employée, et celle-ci demande alors une enquête au Comité d'hygiène et de sécurité de l'entreprise. Le 30 décembre 2016, le site d'informations Bondy Blog relaie des témoignages d'employés exposant des cas de harcèlement à base d'humiliations et de remarques racistes dans le même Auchan City de Tourcoing.

### Soupçons de fraude fiscale et optimisation fiscale
En 2016, des perquisitions ont eu lieu dans les sociétés du groupe au siège à Roubaix, au Luxembourg et à Néchin en Belgique. Ces perquisitions font suite à une plainte d'un des actionnaires familiaux. Les perquisitions s'inscrivaient dans le cadre d'une information judiciaire pour soupçon de fraude fiscale et blanchiment de fraude fiscale.
En juin 2017, l'enquête des Malta Files conduit le site Mediapart à révéler que de 2014 à 2016, le groupe Auchan, via sa filiale maltaise Oney, aurait économisé 21 millions d'euros d'impôts. La pratique est légale : par un mécanisme d'optimisation fiscale, elle permet de faire transiter à Malte les revenus des activités d'assurance du groupe, où ils sont soumis à un taux d'imposition effectif très inférieur au taux français. Contacté, le groupe Auchan s'est contenté de répondre que ces opérations s'effectuent « dans le strict respect des conventions internationales »,. Près de huit millions d'euros d'impôts auraient échappé à la France pour la seule année 2017. Selon Mediacités, ces opérations se sont poursuivies en 2017, Oney bénéficiant pour cette année d'un taux d’imposition effectif de 5,4 % sur ses activités d’assurance en 2017 contre 33,3 % en France.